# Запеканка (бутерброд)

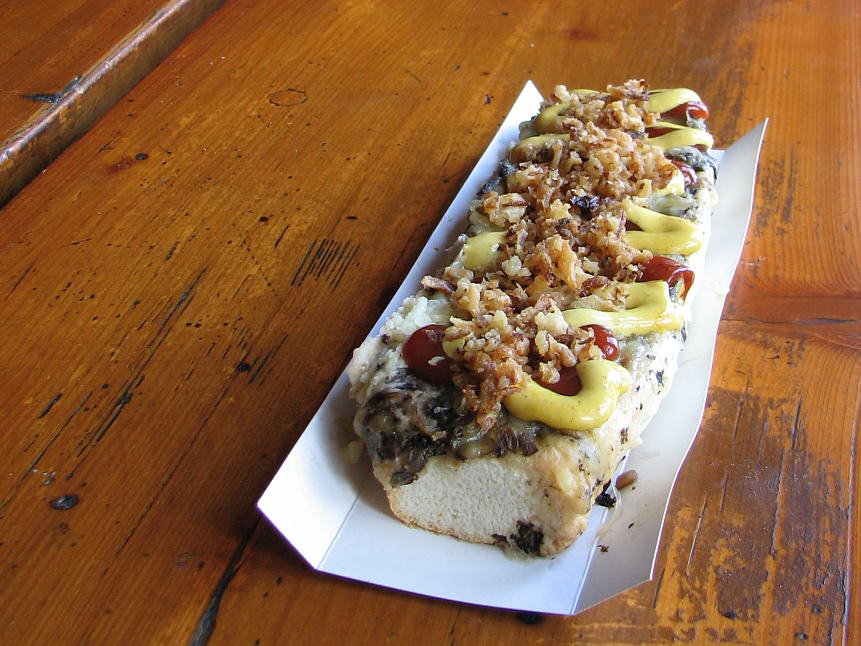
Запеканка с кетчупом, горчицей, поджаренным луком

Запеканка (пол. zapiekanka) — польский фаст-фуд, открытый горячий бутерброд, созданный в Польше в 1970-е годы. Первоначально имел вид удлинённой булочки с начинкой из лука и грибов, покрытой тёртым сыром или белым сыром, например, осципек. Эту разновидность горячего сэндвича обычно подают с грибами (шампиньонами), также с колбасными изделиями, ветчиной или беконом, с кетчупом или другими соусами. Различные варианты могут включать другие ингредиенты, по вкусу или наличию у кулинара. Бутерброды-запеканки готовят из свежих продуктов, запекая их в духовке, или покупают готовые в магазине, как замороженные продукты для разогрева в микроволновке. Благодаря небольшому времени приготовления и невысокой цене ингредиентов блюдо популярно в небольших заведениях общественного питания.

## История

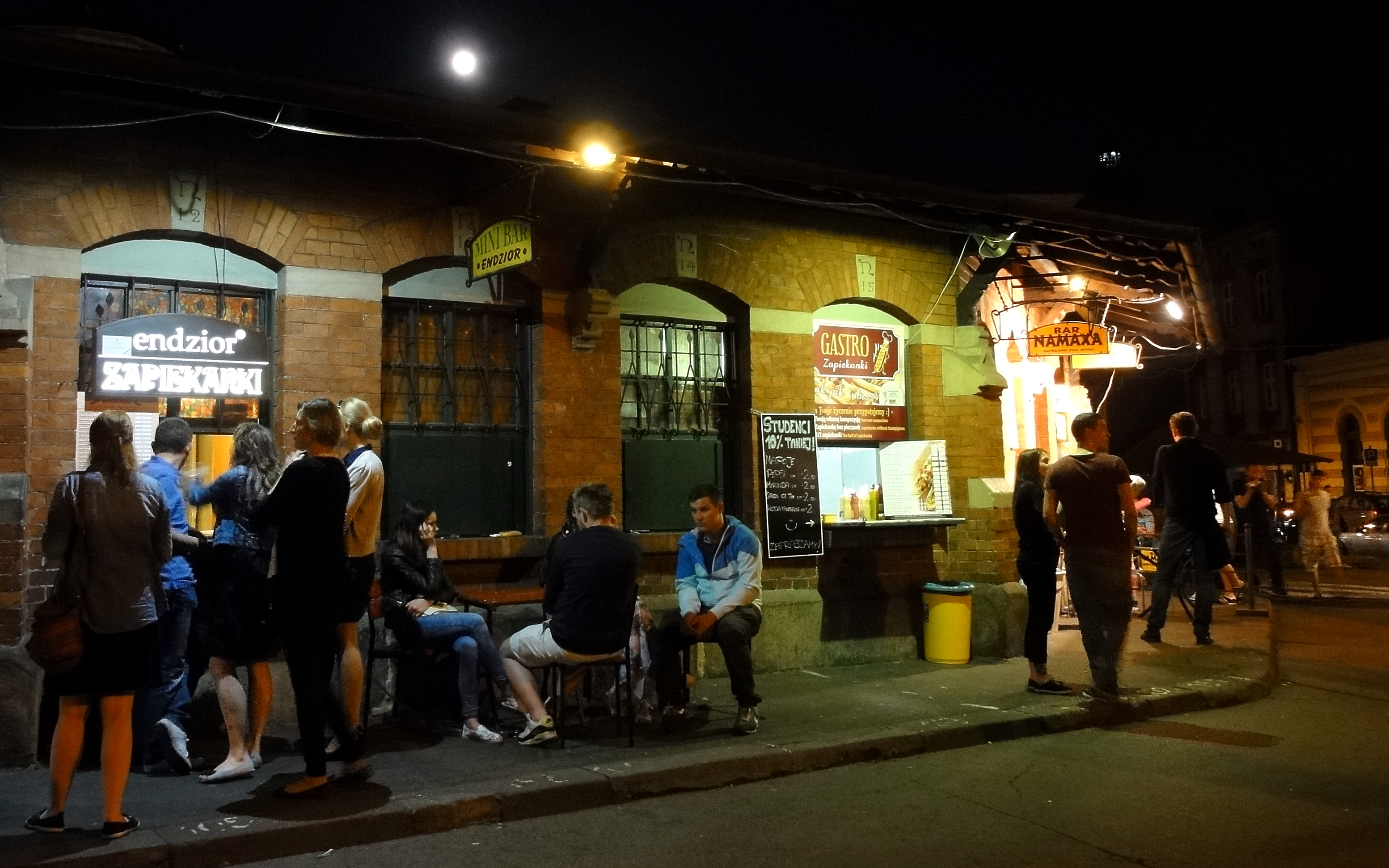
Ларьки с запеканками на Плац-Новы, Казимеж (Краков)

Запеканки впервые появились на улицах польских городов в 1970-х годах. Власти Польши под руководством первого секретаря ПОРП Эдварда Герека разрешили небольшое участие частного предпринимательства в сфере общественного питания. Этот шаг привел к быстрому распространению небольших семейных предприятий общественного питания, известных по-польски как mała gastronomia. Их распространение продолжалось во время нехватки продовольствия в следующем десятилетии. Обычно они представляли собой прицепы или туристические трейлеры, превращенные в ларьки с едой, где подавали запеканки вместе с простыми блюдам и польской кухни, такими как «келбаса», вареная рулька или суп из рубца, а также популярные продукты американского фаст-фуда: хот-доги, гамбургеры, мороженое, и картофель фри . 
Спрос на запеканки упал с восстановлением рыночной экономики в 1990-х годах, но их по-прежнему подавали некоторые заведения, выдержавшие конкуренцию с крупными сетями быстрого питания. Некоторые ларьки или кафе с запеканками даже стали культовыми, например, те, что расположены на Плац Новы (Новая площадь) в районе Казимеж в Кракове.